# Levée (digue)
Ne doit pas être confondu avec Levée (géologie).
Pour les articles homonymes, voir levée.
Une levée est une digue artificielle construite perpendiculairement à une rivière pour pouvoir dévier une partie de l'eau jusqu'à un moulinage (ou n'importe quelle industrie utilisant l'eau comme source d'énergie) via un canal. La hauteur des levées est généralement comprise entre 1  et   4 mètres.
.

(1) Niveau de hautes eaux, (2) Canal de basses eaux (lit mineur), (3) Canal de crue (lit majeur), (4) Talus côté rive, (5) Banquette côté rive (épaulement), (6) Couronne de levée, (7) Talus côté intérieur (côté val), (8) Banquette côté intérieur (épaulement), (9) Bas-côté, (10) Revêtement de basses eaux, (11) Terre de lit fluvial, (12) Levée, (13) Basses terres protégées, (14) Zone fluviale.

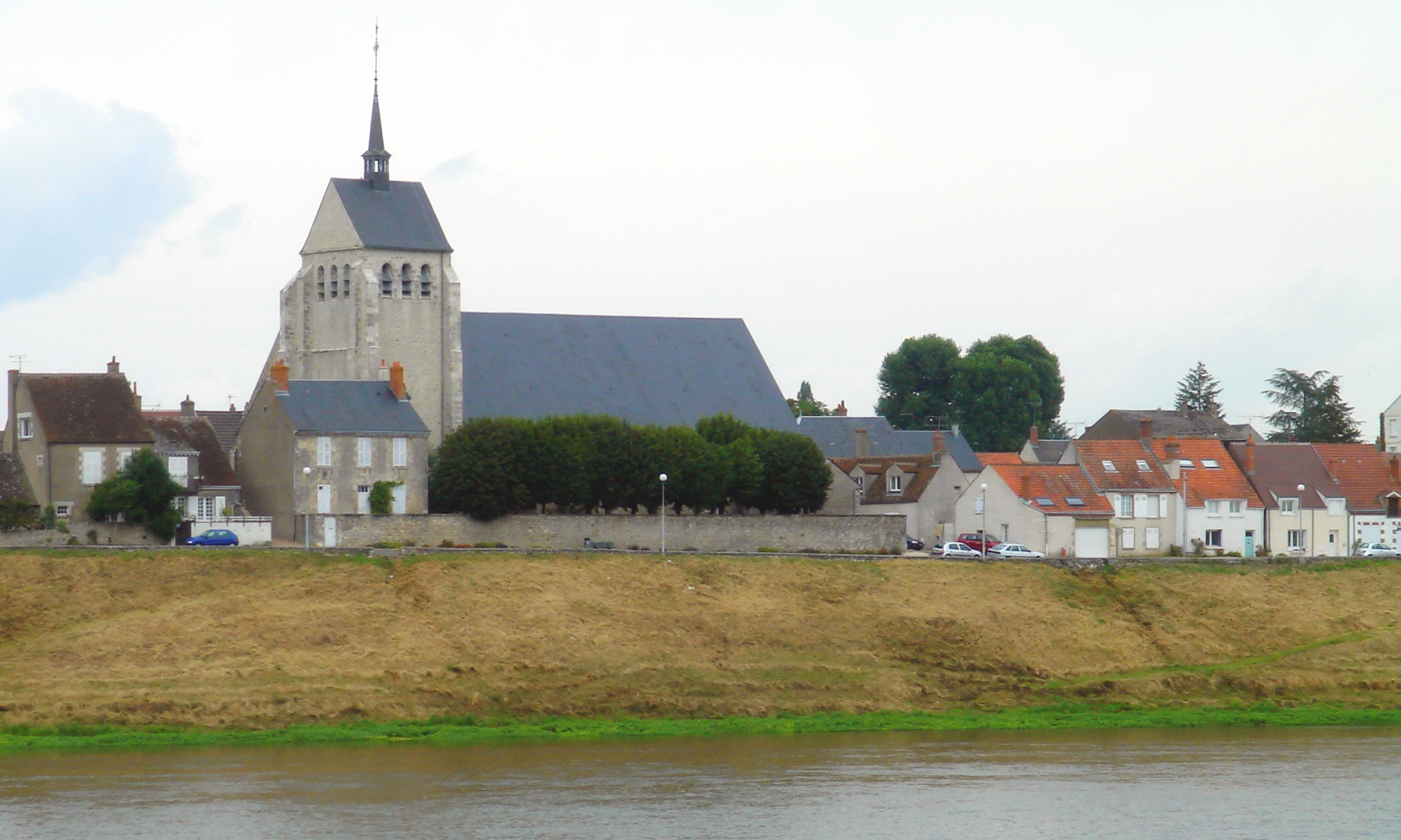
Levée à Saint-Denis-de-l'Hôtel, Loiret, France.

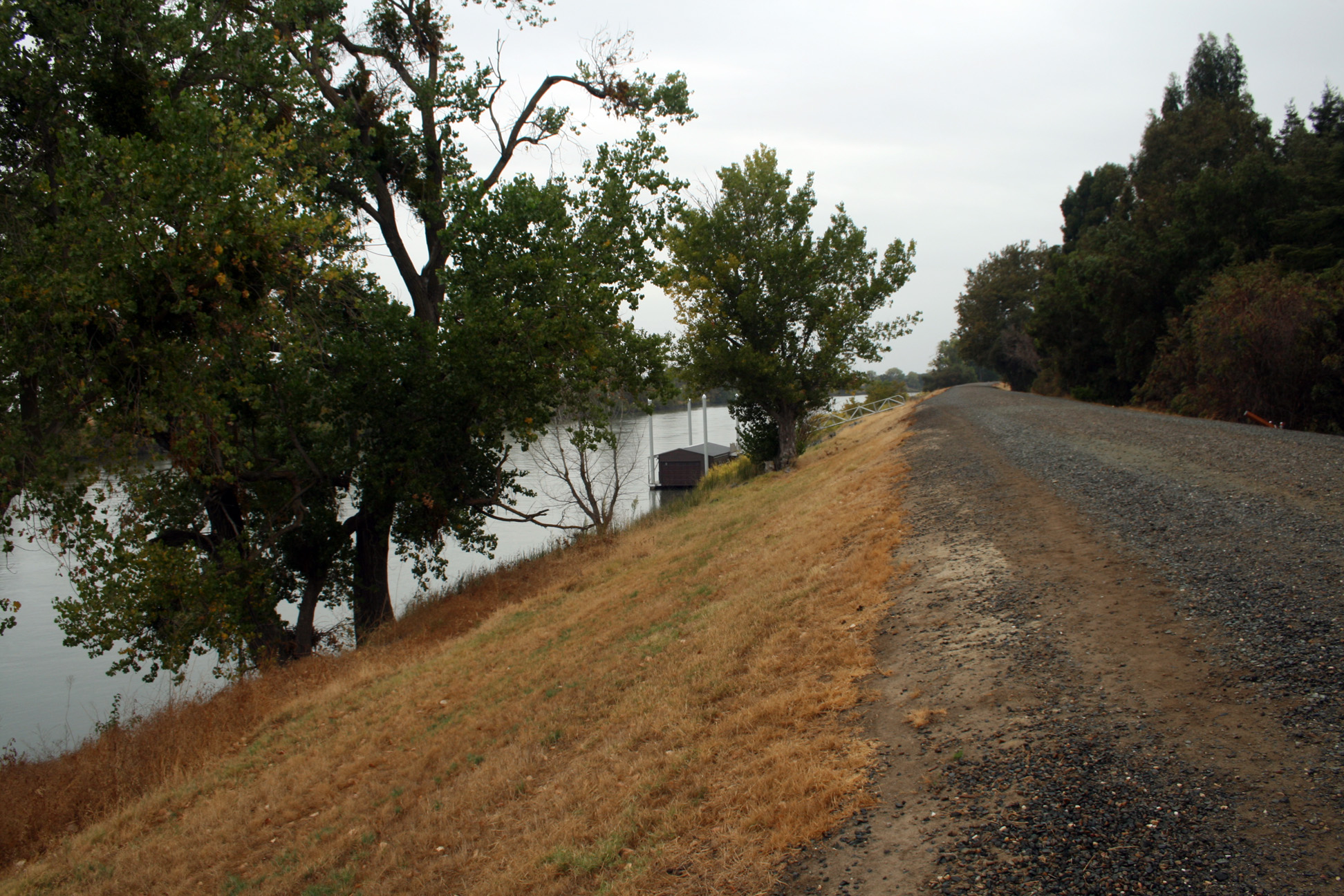
Talus côté rive et couronne d'une levée à Sacramento, Californie

Une levée peut aussi désigner une digue construite parallèlement au cours d'eau, sur ses abords, pour prévenir des inondations ou des crues, comme la levée de la Loire.